# Viale Zara
Viale Zara è un'importante strada radiale di Milano che ha origine in piazzale Lagosta e arriva in piazzale Istria, oltre cui prosegue senza soluzione di continuità come viale Fulvio Testi.

## Storia
Il viale è stato realizzato a partire dagli anni dieci del XX secolo come nuova strada per Monza in alternativa al viale Monza, ma completato nel tratto extraurbano solo dopo la seconda guerra mondiale. La sua fama (è il nome di uno svincolo del tratto urbano dell'A4) e il fatto di essere l'origine geografica e storica di tale asse viabilistico, fa sì che nella vulgata popolare il suo nome sia esteso a tutto il complesso che da esso diparte, compreso il viale Fulvio Testi e il primo tratto della SS 36.

## Trasporti
Dal 1913 al 1957 Viale Zara ha ospitato la tranvia interurbana per Cinisello, e quella per Monza dal 1959 al 1966. Le prime linee tranviarie (da piazzale Lagosta a piazzale Istria) arrivarono nel 1930; a partire dal 2015 sono state aperte le fermate Zara, Marche e Istria della linea M5; nella prima sussisteva già dal 1995 una fermata della linea M3.